# Spilosoma spilosomoides
Spilosoma spilosomoides là một loài bướm đêm thuộc phân họ Arctiinae, họ Erebidae.